# Boletina babai
Boletina babai är en tvåvingeart som beskrevs av Mitsuhiro Sasakawa och Arika Kimura 1974. Boletina babai ingår i släktet Boletina och familjen svampmyggor. Inga underarter finns listade i Catalogue of Life.